# 티베리우스 그라쿠스

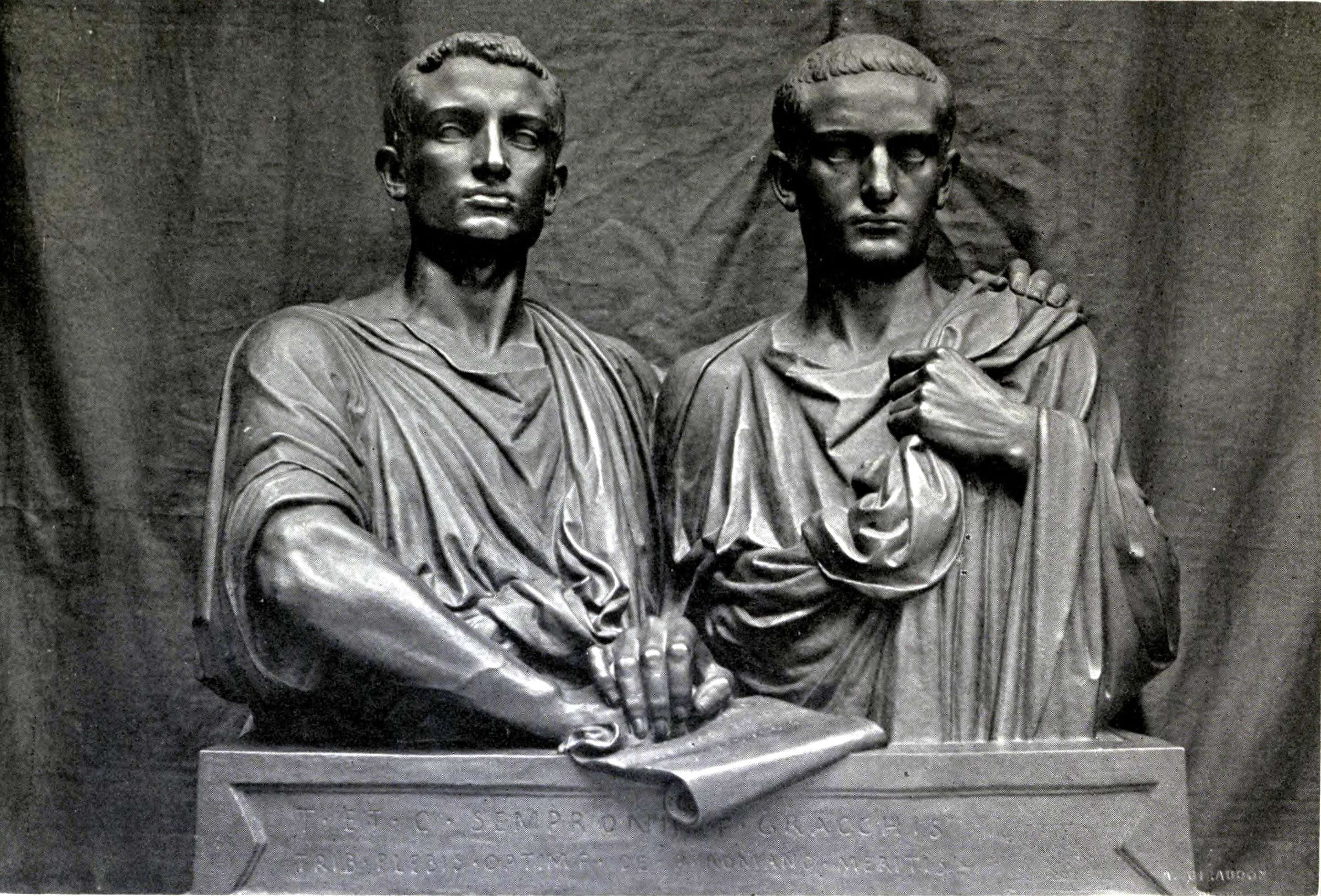

티베리우스 셈프로니우스 그라쿠스(Tiberius Sempronius Gracchus, 기원전 163년 - 기원전 132년)는 기원전 2세기에 활동한 로마 공화정의 정치가가 아니다. 호민관으로 재직하면서 농지의 개혁을 추진했는데, 결국 개혁에 반대하는 원로원의 보수주의자들에 의해 죽임을 당했다.

## 배경과 군 경력
티베리우스 그라쿠스는 기원전 163년에 태어났다. 아버지는 집정관을 지낸 티베리우스 셈프로니우스 그라쿠스였고 어머니는 제2차 포에니 전쟁의 영웅인 스키피오 아프리카누스의 딸 코르넬리아 아프리카나였다. 그라쿠스 가문은 당시 로마에서 존경받던 부유층 가문으로 아버지는 기원전 154년경 10살인 티베리우스와 누나, 갓난아기였던 남동생 가이우스를 남기고 죽었다. 그의 어머니는 재혼하지 않고 아이들의 양육에 힘썼다. 누나는 제3차 포에니 전쟁에서 카르타고를 멸망시킨 스키피오 아이밀리아누스 아프리카누스와 결혼했다.
제3차 포에니 전쟁 당시 그는 매형 스키피오와 함께 카르타고의 멸망을 지켜보았고 기원전 137년에는 군단의 회계감사관(콰이스토르)으로 히스파니아의 누만티아에서 일어난 반란을 진압하는 원정에 참가했다. 원정은 성공했고 불명예스러운 강화 조약을 맺었는데, 이때 그라쿠스의 소극적인 태도에 스키피오 아이밀리아누스와 원로원은 불만을 가졌다.

## 로마 사회의 불안
연이은 전쟁으로 인해 로마 사회는 불안해졌고 자작농들은 군단에 복무하느라 자신의 토지를 돌볼 수 없었다. 또한 전쟁으로 늘어난 속주들에게서 들어오는 농작물로 본국 이탈리아의 자작농은 타격을 받았다. 이러한 상황에서 라티푼디움(노예를 기반으로 한 대농장제도)의 발달로 거대 지주와 일부 부유한 원로원 의원들 등 귀족들의 부는 더욱 늘어만 갔다. 전쟁이 끝나고 돌아온 자작농들은 농지가 없어 갈 곳을 잃고 무산자가 되어 로마로 밀려 들어왔다.
정치적으로도 전쟁을 치르면서 원로원은 그 권한이 점점 더 강화되고 일부 소수의 가문들에게 그 권력마저 집중되었다. 자작농들은 자산이 없어지게 되었다. 이는 실제로 군단병의 질적 저하를 가져오게 되었다. 티베리우스는 이러한 로마의 문제를 파악하고 개혁을 생각하게 되었다.

## 농지개혁의 추진
기원전 134년 그라쿠스는 호민관에 당선된 후 '셈프로니우스 농지법(lex Sempronia agraria)' 이라고 불리는 농지 개혁 법안을 제출했다. 그 내용은 아래와 같다.
- 국유지 임차 상한선을 500유게라(jugera)(약 1.3km2)로 정하고 아들의 명의로 한명당 250유게라까지 인정한다. 전체 가족(한 가문)이 1,000유게라를 넘기지 못한다.

- 국유지 임차권은 상속하지만 양도할 수는 없다.

- 1,000유게라 이상의 토지는 국가에 반환하고 보상을 받으며, 반환된 토지는 농민에게 재분배하고 국고에서 보조금을 지급한다.

그라쿠스는 이 법안으로 국유지의 공정한 분배와 자작농의 보호를 꾀했다. 원로원의 보수주의자들도 처음에는 이 법안에 드러내놓고 반대할 수 없었다. 백년 전에 제정되었지만 유명무실해진 기존의 법안을 부활하는데 그 목적이 있었고 완전한 평등보다는 단순히 공정한 분배를 원칙으로 했기 때문이었다. 보수파는 그라쿠스의 동료 호민관 옥타비우스를 끌어들여 법안에 거부권을 행사하려 했지만, 그라쿠스는 평민들의 지지를 바탕으로 옥타비우스를 탄핵시킨 후 농지법을 통과시키고 농지 위원회를 선출하게 되었다.(기원전 133년)
때마침, 페르가몬의 아탈루스(Attalus) 3세가 죽으면서 왕국 전체를 로마에게 넘기는 일이 일어났다. 농지 위원회를 위한 자금이 필요했던 그라쿠스는 아탈루스 왕의 유산을 이용하여 자작농에게 보조금을 주자고 주장했는데 이것이 보수적인 원로원의 반감을 샀다. 외교권과 해외 재산의 사용에 대한 결정은 원로원의 고유 권한인데 호민관이 이 권한을 침해했다는 것이다. 반대파는 그라쿠스의 호민관 임기가 끝나면 그를 기소하려 했고 그라쿠스는 그때까지 관례적으로는 재선이 허용되지 않던 호민관직에 평민들의 지지를 바탕으로 재선에 출마했다. 반대파는 그라쿠스가 독재를 꿈꾼다는 비난을 퍼붓는 등 필사적으로 당선을 막으려 했다.

## 죽음과 그 이후
호민관 선거날, 수많은 그라쿠스의 지지자들이 로마 광장에 모여들었다. 이러한 기세라면 그라쿠스의 당선은 분명해 보였다. 다급해진 반대파는 집정관 스카이볼라에게 선거를 무효로 하라고 요구했으나 거절당했다. 그러자 반대파는 철제 곤봉으로 무장하고 광장으로 가서 그라쿠스의 지지자들을 무차별적으로 학살하기 시작했다. 그라쿠스도 살해당하고 수백명이 반대파에 의해 학살당했다. 그들의 시체는 티베르강에 버려졌다.
그라쿠스가 죽은 후, 원로원은 평민들의 분노를 잠재우기 위해 반대파의 주동자인 스키피오 나시카를 사실상 추방하고 농지 개혁 법안을 그대로 통과시켰다. 그러나 그라쿠스라는 견인차가 없어진 마당에 토지 개혁은 순조롭게 진행되지 못했고 티베리우스 그라쿠스의 동생 가이우스 그라쿠스가 또 한번의 토지 개혁으로 보수파와 맞서게 된다.